# 大衛·卡普蘭
大衛·卡普蘭（1947年—1992年8月13日）是一位美國電視節目製片人，效力於美國廣播公司新聞，於採訪南斯拉夫內戰期間被殺害。

## 被暗殺
於1992年8月13日，即他到南斯拉夫採訪的第一天，他在薩拉熱窩機場附近的“狙擊手胡同”中被狙擊手的子彈擊中。當時，卡普蘭和其團隊來到南斯拉夫是為了訪問新南斯拉夫總理米蘭·帕尼奇。在卡普蘭被射殺前，他正與帕尼奇總理一起乘聯合國的裝甲車到達目的地。但是，該裝甲車根本不能容下卡普蘭的所有隊員。因此，卡普蘭被迫乘坐另一輛無裝甲的客貨車。當時，因為卡普蘭並沒有穿著防彈背心，因此他被安排坐在兩個有穿著防彈背心的記者之間。
幾分鐘之後，遠處的一位狙擊手向卡普蘭乘坐的客貨車發射了一顆子彈。該子彈正好穿過客貨車後方窗戶上的「T」字和「V」字之間，並擊中卡普蘭。當時，因卡普蘭完全沒有穿著任何防彈衣物，因此該顆子彈穿透了他的背部，並切斷了一條大動脈。卡普蘭在中彈後便馬上被人送至薩拉熱窩的一間醫院搶救。數小時後，醫院的醫生宣佈卡普蘭返魂乏術。卡普蘭成為了南斯拉夫內戰中第一個被殺的美國公民。至今，殺死卡普蘭的狙擊手的身份仍然成謎。

## 人們對卡普蘭死亡的反應
與卡普蘭同行的美國廣播公司新聞主播薩姆·唐納森稱卡普蘭是一個「理解風險的好人」。而美國總統發言人馬林·菲茨沃特則把卡普蘭描述為「一位誠實的、公正的、有才華的、以及有創意的記者」，並指出他的逝去「對大衛的同事和同伴們來說是讓人難過的損失」。 美國廣播公司新聞總裁魯恩·阿利奇則讚揚卡普蘭「把畢生獻給新聞和我們這個組織」。

## 追授頭銜
於1992年10月，卡普蘭獲保護記者委員會進授CPJ國際新聞自由獎。他的遺孀莎莉代卡普蘭接受獎項。接下來的一年，薩姆·唐納森在密蘇里大學的密蘇里新聞學院中以卡普蘭的名稱創立了一個團契。